# آلگانی تکنولوژیس
آلگانی تکنالوجیز (انگلیسی: Allegheny Technologies) شرکت فناوری اطلاعات آمریکایی است، که در سال ۱۹۹۶ تأسیس شد.